# Saison 2020-2021 des Flyers de Philadelphie
Autres saisons
Saison précédente Saison suivante
La saison 2020-2021 des Flyers de Philadelphie est la 54e saison de hockey sur glace jouée par la franchise dans la Ligue nationale de hockey. Cette saison est particulière, à cause de la pandémie de la Covid-19, débute en janvier et se dispute sur un calendrier condensé de 56 matchs.

## Avant-saison

### Contexte
Ayant réussi à renouveler leur effectif sans passer par une véritable reconstruction et ayant enfin trouver un gardien apportant de la stabilité à cette position en Carter Hart, les Flyers espère à nouveau participé aux Séries éliminatoires et faire mieux que la saison précédente (défaite au second tour).

### Mouvements d’effectifs

#### Transactions
| Date          | Acquisition des Flyers                          | Partenaire d'échange   | Acquisition du partenaire       |
| ------------- | ----------------------------------------------- | ---------------------- | ------------------------------- |
| 12 avril 2021 | un choix de septième tour au Repêchage de 2022  | Canadiens de Montréal  | Erik Gustafsson                 |
| 12 avril 2021 | un choix de cinquième tour au Repêchage de 2021 | Capitals de Washington | Michael Raffl                   |
| 12 avril 2021 | Ryan Ellis                                      | Predators de Nashville | Philippe Myers et Nolan Patrick |

#### Signatures d'agent libre
| Joueur           | Date            | Ancienne franchise           | Durée du contrat |
| ---------------- | --------------- | ---------------------------- | ---------------- |
| Derrick Pouliot  | 9 octobre 2020  | Blues de Saint-Louis         | 1 an             |
| Zayde Wisdom     | 12 octobre 2020 | Frontenacs de Kingston       | 3 ans            |
| Erik Gustafsson  | 12 octobre 2020 | Flames de Calgary            | 1 an             |
| Tyson Foerster   | 14 octobre 2020 | Colts de Barrie              | 3 ans            |
| Mason Millman    | 9 octobre 2020  | Spirit de Saginaw            | 3 ans            |
| Maxwell Willman  | 25 mars 2021    | Phantoms de Lehigh Valley    | 2 ans            |
| Cameron York     | 31 mars 2021    | Wolverines du Michigan       | 3 ans            |
| Jackson Cates    | 13 avril 2021   | Bulldogs de Minnesota-Duluth | 2 ans            |
| Olle Lycksell    | 5 mai 2021      | Färjestad BK                 | 2 ans            |
| Elliot Desnoyers | 5 mai 2021      | Mooseheads d'Halifax         | 3 ans            |
| Samuel Ersson    | 3 juin 2021     | Brynäs IF                    | 3 ans            |

#### Départs d'agent libre
| Joueur         | Date            | Franchise suivante       |
| -------------- | --------------- | ------------------------ |
| Tyler Pitlick  | 9 octobre 2020  | Coyotes de l'Arizona     |
| Derek Grant    | 9 octobre 2020  | Ducks d'Anaheim          |
| Andy Welinski  | 10 octobre 2020 | Ducks d'Anaheim          |
| Nate Thompson  | 10 octobre 2020 | Jets de Winnipeg         |
| Kurtis Gabriel | 2 novembre 2020 | Sharks de San José       |
| Reece Willcox  | 5 janvier 2021  | Everblades de la Floride |

#### Prolongations de contrat
| Joueur           | Date              | Durée du contrat |
| ---------------- | ----------------- | ---------------- |
| Alex Lyon        | 25 septembre 2020 | 1 an             |
| Robert Hägg      | 28 septembre 2020 | 2 ans            |
| Brian Elliott    | 3 octobre 2020    | 1 an             |
| Justin Braun     | 5 octobre 2020    | 2 ans            |
| Nolan Patrick    | 16 octobre 2020   | 1 an             |
| Philippe Myers   | 9 décembre 2020   | 3 ans            |
| Scott Laughton   | 12 avril 2021     | 5 ans            |
| Felix Sandström  | 9 juin 2021       | 1 an             |
| Guerman Roubtsov | 14 juin 2021      | 1 an             |
| Linus Sandin     | 14 juin 2021      | 1 an             |

#### Départ au ballotage
| Joueur        | Date            | Franchise suivante     |
| ------------- | --------------- | ---------------------- |
| Mark Friedman | 24 février 2021 | Penguins de Pittsburgh |

#### Retrait de la compétition
| Joueur           | Date              |
| ---------------- | ----------------- |
| Chris Stewart    | 28 septembre 2020 |
| Matthew Niskanen | 5 octobre 2020    |

### Joueurs repêchés
Les Flyers possèdent le 23e choix lors du repêchage de 2020 se déroulant virtuellement. Ils sélectionnent au premier tour Tyson Foerster, ailier droit des Colts de Barrie de la  Ligue de hockey de l'Ontario. La liste des joueurs repêchés en 2020 par les est la suivante :
| Tour | Choix | Nom              | Poste         | Nationalité | Équipe précédente            |
| ---- | ----- | ---------------- | ------------- | ----------- | ---------------------------- |
| 1    | 23    | Tyson Foerster   | Ailier droit  | Canada      | Colts de Barrie (LHO)        |
| 2    | 54    | Emil Andrae      | Défenseur     | Suède       | HV 71 Jr. (J20 SuperElit)    |
| 4    | 94    | Zayde Wisdom     | Ailier droit  | Canada      | Frontenacs de Kingston (LHO) |
| 5    | 135   | Elliot Desnoyers | Ailier gauche | Canada      | Wildcats de Moncton (LHJMQ)  |
| 6    | 178   | Connor McClennon | Ailier droit  | Canada      | Ice de Winnipeg (LHOu)       |

Les Flyers ont également cédé quatre de leurs choix d'origine :
- le 85e, un choix de troisième tour aux Sharks de San José le 18 juin 2019 en compagnie d'un choix de deuxième tour en 2019, en retour de Justin Braun[35].
- le 116e, un choix de quatrième tour au Lightning de Tampa Bay le 7 octobre 2020 en compagnie d’un choix de cinquième tour en 2020 (147e au total), en retour d’un choix de deuxième tour en 2020 (94e au total)[33].
- le 147e, un choix de cinquième tour acquis par le Lightning de Tampa Bay lors d'un échange le 7 octobre 2020 en compagnie d’un choix de quatrième tour en 2020 (116e au total), en retour d’un choix de deuxième tour en 2020 (94e au total)[33].
- le 209e, un choix de septième tour acquis par les Predators de Nashville lors d'un échange le 7 octobre 2020 en compagnie d'un choix de septième tour en 2020 (202e au total), en retour d'un choix de cinquième tour en 2020 (135e au total)[34].

## Composition de l'équipe
L'équipe 2020-2021 des Flyers est entraînée au départ par Alain Vigneault, assisté de Kim Dillabaugh, Ian Laperrière, Adam Patterson, Michel Therrien et Mike Yeo ; le directeur général de la franchise est Chuck Fletcher.
Les joueurs utilisés depuis le début de la saison sont inscrits dans le tableau ci-dessous. Les buts des séances de tir de fusillade ne sont pas comptés dans ces statistiques. Certains des joueurs ont également joué des matchs avec l'équipe associée aux Flyers : les Phantoms de Lehigh Valley, franchise de la Ligue américaine de hockey.
En raison de la pandémie, la ligue met en place un encadrement élargis appelé Taxi-squad. Il s'agit de joueurs se tenant à disposition avec l'équipe prêt à remplacer un joueur qui serait tester positif à la COVID-19. Neuf parmi eux n'ont disputé aucune rencontre avec les Flyers, il s'agit de Linus Högberg, de Pascal Laberge, de Mason Millman, de Derrick Pouliot, d’Isaac Ratcliffe, de Linus Sandin, de Felix Sandström, de Matthew Strome et de Wyatte Wylie.
| No | Nationalité | Joueur        | PJ | V  | D  | DP | Min   | BC | BL | Moy  | %Arr | A | Pun | Commentaire |
| -- | ----------- | ------------- | -- | -- | -- | -- | ----- | -- | -- | ---- | ---- | - | --- | ----------- |
| 34 | États-Unis  | Alex Lyon     | 6  | 1  | 3  | 1  | 324   | 18 | 0  | 3,33 | 89,3 | 0 | 0   |             |
| 37 | Canada      | Brian Elliott | 30 | 15 | 9  | 2  | 1 608 | 82 | 2  | 3,06 | 88,9 | 1 | 0   |             |
| 79 | Canada      | Carter Hart   | 27 | 9  | 11 | 5  | 1 456 | 89 | 1  | 3,67 | 87,7 | 0 | 2   |             |

| No | Nationalité | Joueur              | PJ | B | A  | Pts | Pun | Commentaire                                      |
| -- | ----------- | ------------------- | -- | - | -- | --- | --- | ------------------------------------------------ |
| 3  | Canada      | Mark Friedman       | 4  | 0 | 0  | 0   | 4   | A fini la saison avec les Penguins de Pittsburgh |
| 5  | États-Unis  | Philippe Myers      | 44 | 1 | 10 | 11  | 22  |                                                  |
| 6  | Canada      | Travis Sanheim      | 55 | 3 | 12 | 15  | 23  |                                                  |
| 8  | Suède       | Robert Hagg         | 34 | 2 | 3  | 5   | 18  |                                                  |
| 9  | Russie      | Ivan Provorov       | 56 | 7 | 19 | 26  | 28  | assistant capitaine                              |
| 39 | États-Unis  | Nate Prosser        | 6  | 1 | 1  | 2   | 0   |                                                  |
| 45 | États-Unis  | Cameron York        | 3  | 0 | 0  | 0   | 0   |                                                  |
| 53 | États-Unis  | Shayne Gostisbehere | 41 | 9 | 11 | 20  | 6   |                                                  |
| 54 | Russie      | Iegor Zamoula       | 2  | 0 | 0  | 0   | 0   |                                                  |
| 55 | Canada      | Samuel Morin        | 20 | 1 | 0  | 1   | 37  |                                                  |
| 56 | Suède       | Erik Gustafsson     | 24 | 1 | 9  | 10  | 0   | A fini la saison avec les Canadiens de Montréal  |
| 61 | États-Unis  | Justin Braun        | 53 | 1 | 5  | 6   | 18  |                                                  |

| No | Nationalité        | Joueur             | Poste | PJ | B  | A  | Pts | Pun | Commentaire                                      |
| -- | ------------------ | ------------------ | ----- | -- | -- | -- | --- | --- | ------------------------------------------------ |
| 10 | Canada             | Andy Andreoff      | AG    | 6  | 0  | 0  | 0   | 9   |                                                  |
| 11 | Canada             | Travis Konecny     | AD    | 50 | 11 | 23 | 34  | 26  |                                                  |
| 12 | Australie          | Michael Raffl      | AG    | 34 | 3  | 5  | 8   | 26  | A fini la saison avec les Capitals de Washington |
| 13 | États-Unis         | Kevin Hayes        | AD    | 55 | 12 | 19 | 31  | 22  | assistant capitaine                              |
| 14 | États-Unis         | Sean Couturier     | C     | 45 | 18 | 23 | 41  | 8   | assistant capitaine                              |
| 19 | Canada             | Nolan Patrick      | C     | 52 | 4  | 5  | 9   | 20  |                                                  |
| 21 | Canada             | Scott Laughton     | C     | 53 | 9  | 11 | 20  | 39  |                                                  |
| 23 | Suède              | Oskar Lindblom     | AG    | 50 | 8  | 6  | 14  | 9   |                                                  |
| 25 | États-Unis         | James Van Riemsdyk | AG    | 56 | 17 | 26 | 43  | 14  |                                                  |
| 28 | Canada             | Claude Giroux      | C     | 54 | 16 | 27 | 43  | 12  | capitaine de l'équipe                            |
| 48 | Canada             | Morgan Frost       | C     | 2  | 0  | 0  | 0   | 0   |                                                  |
| 57 | Canada             | Wade Allison       | AD    | 14 | 4  | 3  | 7   | 4   |                                                  |
| 58 | États-Unis         | Tanner Laczynski   | C     | 5  | 0  | 0  | 0   | 0   |                                                  |
| 59 | États-Unis         | Jackson Cates      | C     | 4  | 0  | 1  | 1   | 0   |                                                  |
| 62 | Canada             | Nicolas Aubé-Kubel | AD    | 50 | 3  | 9  | 12  | 44  |                                                  |
| 64 | Biélorussie        | Maksim Sushko      | AD    | 2  | 0  | 0  | 0   | 0   |                                                  |
| 72 | République tchèque | David Kaše         | AD    | 1  | 0  | 0  | 0   | 0   |                                                  |
| 81 | Canada             | Carsen Twarynski   | AG    | 7  | 0  | 0  | 0   | 2   |                                                  |
| 82 | Canada             | Connor Bunnaman    | C     | 18 | 0  | 1  | 1   | 2   |                                                  |
| 86 | États-Unis         | Joel Farabee       | AG    | 55 | 20 | 18 | 38  | 28  |                                                  |
| 93 | République tchèque | Jakub Voráček      | AD    | 53 | 9  | 34 | 43  | 18  |                                                  |

## Saison régulière

### Match après match
Cette section présente les résultats de la saison régulière qui s'est déroulée du 13 janvier au 12 mai. Le calendrier de cette dernière est annoncé par la ligue le 23 décembre 2020.
Nota : les résultats sont indiqués dans la boîte déroulante ci-dessous afin de ne pas surcharger l'affichage de la page. La colonne « Fiche » indique à chaque match le parcours de l'équipe au niveau des victoires, défaites et défaites en prolongation ou lors de la séance de tir de fusillade (dans l'ordre). La colonne « Pts » indique les points récoltés par l'équipe au cours de la saison. Une victoire rapporte deux points et une défaite en prolongation, un seul.
| No | Date       | Adversaire | Lieu         | Score    | Buteur(s) des Hurricanes | Fiche   | Pts | Gardien de but | Patinoire                         | Résumé     |
| -- | ---------- | ---------- | ------------ | -------- | --- | ------- | --- | -------------- | --------------------------------- | ---------- |
| 1  | 13 janvier | Penguins   | Philadelphie | 3-6      | Van Riemsdyk (Gustafsson - Farabee) Nolan (Gustafsson - Farabee) Farabee (Haye) Raffl (Laughton - Aube-Kubel) Lindblom (Konecny - Couturier) Hayes (Farabee - Giroux)                                    | 1-0-0   | 2   | Hart           | Wells Fargo Center                | [ fdm 1 ]  |
| 2  | 15 janvier | Penguins   | Philadelphie | 2-5      | Konecny (Voracek - Giroux) Konecny (Patrick - Van Riemsdyk) Proporov (Voracek - Van Riemsdyk) Konecny (Hayes - Giroux) Lindblom (Laughton - Konecny)                                                     | 2-0-0   | 4   | Hart           | Wells Fargo Center                | [ fdm 2 ]  |
| 3  | 18 janvier | Sabres     | Philadelphie | 6-1      | Aube-Kubel (Rafl - Sanheim) | 2-1-0   | 4   | Hart           | Wells Fargo Center                | [ fdm 3 ]  |
| 4  | 19 janvier | Sabres     | Philadelphie | 0-3      | Konecny (Lindblom - Patrick) Voracek (Hayes - Gustafsson) Hayes | 3-1-0   | 6   | Elliot         | Wells Fargo Center                | [ fdm 4 ]  |
| 5  | 21 janvier | Bruins     | Boston       | 4-5 (TF) | Konecny (Giroux - Proporov) · Van Riemsdyk (Voracek - Hayes) · Sanheim (Voracek - Patrick) · Van Riemsdyk (Voracek - Hayes) · TF : Voracek - Konecny - Giroux                                            | 3-1-1   | 7   | Hart           | TD Garden                         | [ fdm 5 ]  |
| 6  | 23 janvier | Bruins     | Boston       | 1-6      | Hayes (Voracek) | 3-2-1   | 7   | Hart           | TD Garden                         | [ fdm 6 ]  |
| 7  | 26 janvier | Devils     | Newark       | 5-3      | Van Riemsdyk (Proporov - Voracek) Van Riemsdyk (Proporov - Giroux) Patrick (Giroux - Konecny) Farabee (Laughton - Lindblom) Proporov (Giroux)                                                            | 4-2-1   | 9   | Elliot         | Prudential Center                 | [ fdm 7 ]  |
| 8  | 28 janvier | Devils     | Newark       | 3-1      | Prosser (Van Riemsdyk - Gustafsson) Raffl (Bunnaman - Aube-Kubel) Giroux (Gustafsson - Voracek) | 5-2-1   | 11  | Hart           | Prudential Center                 | [ fdm 8 ]  |
| 9  | 30 janvier | Islanders  | Philadelphie | 2-3 (P)  | Voracek (Giroux - Laughton) Hayes (Van Riemsdyk - Proporov) Laughton (Gostisbehere) | 6-2-1   | 13  | Hart           | Wells Fargo Center                | [ fdm 9 ]  |
| 10 | 31 janvier | Islanders  | Philadelphie | 3-4 (P)  | Farabee (Van Riemsdyk) Farabee (Van Riemsdyk - Sanheim) Farabee (Myers - Van Riemsdyk) Hayes (Giroux - Van Riemsdyk)                                                                                     | 7-2-1   | 15  | Elliot         | Wells Fargo Center                | [ fdm 10 ] |
| 11 | 03 février | Bruins     | Philadelphie | 4-3 (P)  | Hayes (Sanheim - Myers) Voracek (Sanheim - Van Riemsdyk) Farabee (Laughton - Van Riemsdyk) | 7-2-2   | 16  | Hart           | Wells Fargo Center                | [ fdm 11 ] |
| 12 | 05 février | Bruins     | Philadelphie | 2-1      | Van Riemsdyk (Gustafsson - Giroux) | 7-3-2   | 16  | Elliot         | Wells Fargo Center                | [ fdm 12 ] |
| 13 | 07 février | Capitals   | Washington   | 7-4      | Laughton (Gustafsson - Farabee) Laughton (Farabee - Van Riemsdyk) Hagg (Aube-Kubel - Couturier) Van Riemsdyk (Myers) Couturier (Raffl - Braun) Laughton (Farabee - Raffl) Couturier (Proporov - Voracek) | 8-3-2   | 18  | Hart           | Capital One Arena                 | [ fdm 13 ] |
| 14 | 18 février | Rangers    | Philadelphie | 3-2 (TF) | Aube-Kubel (Raffl - Hayes) · Farabee (Hayes - Couturier) · TF : Hayes - Couturier - Van Riemsdyk | 8-3-3   | 19  | Hart           | Wells Fargo Center                | [ fdm 14 ] |
| 15 | 21 février | Bruins     | Boston       | 3-7      | Farabee (Couturier - Van Riemsdyk) Couturier (Hayes - Van Riemsdyk) Van Riemsdyk (Hayes - Proporov) | 8-4-3   | 19  | Hart           | TD Garden                         | [ fdm 15 ] |
| 16 | 24 février | Rangers    | Philadelphie | 3-4      | Gustafsson (Gostisbehere - Giroux) Gostisbehere (Gustafsson - Giroux) Van Riemsdyk (Farabee - Couturier) Hayes (Giroux - Myers)                                                                          | 9-4-3   | 21  | Elliot         | Wells Fargo Center                | [ fdm 16 ] |
| 17 | 27 février | Sabres     | Buffalo      | 3-0      | Couturier (Sanheim) Gostisbehere (Van Riemsdyk - Couturier) Laughton (Lindblom - Voracek) | 10-4-3  | 23  | Elliot         | KeyBank Center                    | [ fdm 17 ] |
| 18 | 28 février | Sabres     | Buffalo      | 3-0      | Couturier (Farabee - Van Riemsdyk) Raffl (Hagg - Myers) Van Riemsdyk (Farabee - Proporov) | 11-4-3  | 25  | Hart           | KeyBank Center                    | [ fdm 18 ] |
| 19 | 02 mars    | Penguins   | Pittsburgh   | 2-5      | Farabee (Couturier) Farabee (Van Riemsdyk - Sanheim) | 11-5-3  | 25  | Hart           | PPG Paints Arena                  | [ fdm 19 ] |
| 20 | 04 mars    | Penguins   | Pittsburgh   | 4-3      | Couturier (Konecny - Voracek) Giroux (Lindblom - Aube-Kubel) Laughton (Giroux - Konecny) Giroux (Aube-Kubel - Lindblom)                                                                                  | 12-5-3  | 27  | Elliot         | PPG Paints Arena                  | [ fdm 20 ] |
| 21 | 06 mars    | Penguins   | Pittsburgh   | 3-4      | Konecny (Laughton) Hayes (Proporov - Konecny) Gostisbehere (Laughton - Voracek) | 12-6-3  | 27  | Elliot         | PPG Paints Arena                  | [ fdm 21 ] |
| 22 | 07 mars    | Capitals   | Philadelphie | 3-1      | Farabee (Couturier) | 12-7-3  | 27  | Hart           | Wells Fargo Center                | [ fdm 22 ] |
| 23 | 09 mars    | Sabres     | Philadelphie | 4-5 (TF) | Van Riemsdyk (Farabee - Couturier) · Hayes (Laughton - Braun) · Giroux (Voracek - Proporov) · Gostisbehere (Couturier - Farabee) · TF : Couturier - Patrick                                              | 13-7-3  | 29  | Elliot         | Wells Fargo Center                | [ fdm 23 ] |
| 24 | 11 mars    | Capitals   | Philadelphie | 5-3      | Konecny (Hayes - Gostisbehere) Proporov (Couturier - Gustafsson) Laughton (Hayes - Konecny) | 13-8-3  | 29  | Elliot         | Wells Fargo Center                | [ fdm 24 ] |
| 25 | 13 mars    | Capitals   | Philadelphie | 5-4      | Van Riemsdyk Patrick (Voracek - Sanheim) Gostisbehere (Couturier - Konecny) Giroux (Voracek - Sanheim)                                                                                                   | 13-9-3  | 29  | Hart           | Wells Fargo Center                | [ fdm 25 ] |
| 26 | 15 mars    | Rangers    | New York     | 5-4 (P)  | Van Riemsdyk (Farabee - Braun) Proporov (Couturier) Farabee (Giroux - Voracek) Giroux (Voracek - Proporov) Voracek                                                                                       | 14-9-3  | 31  | Hart           | Madison Square Garden             | [ fdm 26 ] |
| 27 | 17 mars    | Rangers    | New York     | 0-9      | | 14-10-3 | 31  | Elliot         | Madison Square Garden             | [ fdm 27 ] |
| 28 | 18 mars    | Islanders  | Uniondale    | 4-3      | Lindblom (Giroux - Konecny) Giroux (Prosser - Konecny) Voracek (Hayes - Laughton) Lindblom (Konecny - Myers)                                                                                             | 15-10-3 | 33  | Hart           | Nassau Veterans Memorial Coliseum | [ fdm 28 ] |
| 29 | 20 mars    | Islanders  | Uniondale    | 1-6      | Farabee (Laughton) | 15-11-3 | 33  | Hart           | Nassau Veterans Memorial Coliseum | [ fdm 29 ] |
| 30 | 22 mars    | Islanders  | Philadelphie | 2-1 (P)  | Lindblom (Giroux - Voracek) | 15-11-4 | 34  | Elliot         | Wells Fargo Center                | [ fdm 30 ] |
| 31 | 23 mars    | Devils     | Philadelphie | 4-3      | Farabee (Voracek - Proporov) Couturier (Konecny - Van Riemsdyk) Couturier (Voracek - Van Riemsdyk) | 15-12-4 | 34  | Hart           | Wells Fargo Center                | [ fdm 31 ] |
| 32 | 25 mars    | Rangers    | Philadelphie | 8-3      | Giroux (Hayes - Farabee) Hayes (Couturier - Gostisbehere) Couturier (Konecny - Gostisbehere) | 15-13-4 | 34  | Hart           | Wells Fargo Center                | [ fdm 32 ] |
| 33 | 27 mars    | Rangers    | Philadelphie | 1-2      | Patrick (Gostisbehere - Couturier) Morin (Aube-Kubel - Raffl) | 16-13-4 | 36  | Elliot         | Wells Fargo Center                | [ fdm 33 ] |
| 34 | 29 mars    | Sabres     | Buffalo      | 4-3 (P)  | Hayes (Sanheim) Giroux (Couturier - Voracek) Couturier (Proporov - Giroux) Proporov (Konecny) | 17-13-4 | 38  | Elliot         | KeyBank Center                    | [ fdm 34 ] |
| 35 | 31 mars    | Sabres     | Buffalo      | 1-6      | Proporov (Couturier - Voracek) | 17-14-4 | 38  | Elliot         | KeyBank Center                    | [ fdm 35 ] |
| 36 | 03 avril   | Islanders  | Uniondale    | 2-3 (TF) | Giroux (Konecny - Voracek) · Giroux (Voracek - Konecny) · TF : Patrick - Giroux - Voracek - Couturier | 17-14-5 | 39  | Hart           | Nassau Veterans Memorial Coliseum | [ fdm 36 ] |
| 37 | 05 avril   | Bruins     | Boston       | 3-2 (P)  | Konecny (Giroux - Proporov) Couturier (Proporov - Hayes) Sanheim | 18-14-5 | 41  | Elliot         | TD Garden                         | [ fdm 37 ] |
| 38 | 06 avril   | Bruins     | Philadelphie | 4-2      | Voracek (Konecny) Gostisbehere (Voracek - Proporov) | 18-15-5 | 41  | Hart           | Wells Fargo Center                | [ fdm 38 ] |
| 39 | 08 avril   | Islanders  | Uniondale    | 2-3 (TF) | Aube-Kubel · Voracek (Giroux - Konecny) · TF : Couturier - Patrick - Giroux - Konecny - Farabee | 18-15-6 | 42  | Hart           | Nassau Veterans Memorial Coliseum | [ fdm 39 ] |
| 40 | 10 avril   | Bruins     | Philadelphie | 2-3      | Konecny (Hagg - Sanheim) Gostisbehere (Konecny - Van Riemsdyk) Couturier (Farabee - Van Riemsdyk) | 19-15-6 | 44  | Elliot         | Wells Fargo Center                | [ fdm 40 ] |
| 41 | 11 avril   | Sabres     | Philadelphie | 5-3      | Lindblom (Gostisbehere - Aube-Kubel) Farabee (Patrick - Couturier) Gostisbehere (Farabee - Myers) | 19-16-6 | 44  | Hart           | Wells Fargo Center                | [ fdm 41 ] |
| 42 | 13 avril   | Capitals   | Washington   | 1-6      | Couturier (Van Riemsdyk) | 19-17-6 | 44  | Elliot         | Capital One Arena                 | [ fdm 42 ] |
| 43 | 15 avril   | Penguins   | Pittsburgh   | 2-1 (TF) | Voracek (Myers) · TF : Giroux - Couturier | 20-17-6 | 46  | Hart           | PPG Paints Arena                  | [ fdm 43 ] |
| 44 | 17 avril   | Capitals   | Philadelphie | 6-3      | Proporov (Giroux - Farabee) Van Riemsdyk (Aube-Kubel) Allison (Hayes - Giroux) | 20-18-6 | 46  | Lyon           | Wells Fargo Center                | [ fdm 44 ] |
| 45 | 18 avril   | Islanders  | Philadelphie | 1-0 (P)  | | 20-18-7 | 47  | Elliot         | Wells Fargo Center                | [ fdm 45 ] |
| 46 | 22 avril   | Rangers    | New York     | 3-2      | Van Riemsdyk (Konecny - Proporov) Van Riemsdyk (Proporov - Hayes) Voracek (Couturier - Gostisbehere) | 21-18-7 | 49  | Elliot         | Madison Square Garden             | [ fdm 46 ] |
| 47 | 23 avril   | Rangers    | New York     | 1-4      | Lindblom (Voracek - Couturier) | 21-19-7 | 49  | Lyon           | Madison Square Garden             | [ fdm 47 ] |
| 48 | 25 avril   | Devils     | Philadelphie | 3-4 (TF) | Couturier (Myers - Proporov) · Giroux (Van Riemsdyk - Voracek) · Giroux (Van Riemsdyk - Voracek) · TF : Giroux - Couturier - Konecny - Laughton - Proporov - Hayes                                       | 22-19-7 | 51  | Elliot         | Wells Fargo Center                | [ fdm 48 ] |
| 49 | 27 avril   | Devils     | Newark       | 4-6      | Lindblom (Cates - Patrick) Myers Giroux (Voracek - Hagg) Sanheim (Couturier) | 22-20-7 | 51  | Elliot         | Prudential Center                 | [ fdm 49 ] |
| 50 | 29 avril   | Devils     | Newark       | 3-5      | Laughton Couturier (Braun - Voracek) Konecny (Voracek) | 22-21-7 | 51  | Lyon           | Prudential Center                 | [ fdm 50 ] |
| 51 | 01 mai     | Devils     | Philadelphie | 4-1      | Farabee (Gostisbehere - Aube-Kubel) | 22-22-7 | 51  | Elliot         | Wells Fargo Center                | [ fdm 51 ] |
| 52 | 03 mai     | Penguins   | Philadelphie | 2-7      | Hayes (Farabee - Voracek) Gostisbehere (Konecny - Giroux) Giroux (Konecny - Couturier) Allison (Laughton - Gostisbehere) Farabee (Voracek - Sanheim) Giroux Hagg (Farabee - Voracek)                     | 23-22-7 | 53  | Lyon           | Wells Fargo Center                | [ fdm 52 ] |
| 53 | 04 mai     | Penguins   | Philadelphie | 7-3      | Braun (Allison - Proporov) Couturier (Sanheim - Giroux) Konecny | 23-23-7 | 53  | Elliot         | Wells Fargo Center                | [ fdm 53 ] |
| 54 | 07 mai     | Capitals   | Washington   | 4-2      | Farabee (Hayes) Allison (Lindblom - Braun) Allison (Myers - Van Riemsdyk) Couturier (Van Riemsdyk - Elliott)                                                                                             | 24-23-7 | 55  | Elliot         | Capital One Arena                 | [ fdm 54 ] |
| 55 | 08 mai     | Capitals   | Washington   | 1-2 (P)  | Laughton (Van Riemsdyk) | 24-23-8 | 56  | Lyon           | Capital One Arena                 | [ fdm 55 ] |
| 56 | 10 mai     | Devils     | Philadelphie | 2-4      | Farabee (Hayes - Allison) Couturier (Giroux - Konecny) Van Riemsdyk (Couturier - Giroux) Farabee (Allison - Hayes)                                                                                       | 25-23-8 | 58  | Elliot         | Wells Fargo Center                | [ fdm 56 ] |

### Classement de l'équipe
L'équipe des Flyers finit à la sixième place de la division Est Mutual et se qualifient pour les Séries éliminatoires, Les Penguins de Pittsburgh sont sacrés champions de la division. Au niveau de la Ligue nationale de hockey, cela les place à la dix-neuvième place, les premiers étant l'Avalanche du Colorado avec huitante-deux points.
| Clt   | Équipe                 | PJ | V  | D  | DP | BP  | BC  | Pts |
| ----- | ---------------------- | -- | -- | -- | -- | --- | --- | --- |
| +001, | Penguins de Pittsburgh | 56 | 37 | 16 | 3  | 196 | 156 | 77  |
| +002, | Capitals de Washington | 56 | 36 | 15 | 5  | 191 | 163 | 77  |
| +003, | Bruins de Boston       | 56 | 33 | 16 | 7  | 168 | 136 | 73  |
| +004, | Islanders de New York  | 56 | 32 | 17 | 7  | 156 | 128 | 71  |
| +005, | Rangers de New York    | 56 | 27 | 23 | 6  | 177 | 157 | 60  |
| +006, | Flyers de Philadelphie | 56 | 25 | 23 | 8  | 163 | 201 | 58  |
| +007, | Devils du New Jersey   | 56 | 19 | 30 | 7  | 145 | 194 | 45  |
| +008, | Sabres de Buffalo      | 56 | 15 | 34 | 7  | 138 | 199 | 37  |

- Vainqueur de division
- Équipe qualifiée pour les séries

Avec cent-soixante-trois buts inscrits, les Flyers possèdent la quinzième attaque de la ligue, les meilleures étant l'Avalanche du Colorado avec cent-nonante-sept buts comptabilisés et les moins performants étant les Ducks d'Anaheim avec cent-vingt-six buts. Au niveau défensif, les Flyers accordent deux-cent-un buts, soit une trente et unième et dernière place pour la ligue, les Golden Knights de Vegas est l'équipe qui a concédé le moins de buts (cent-vingt-quatre).

### Meneurs de la saison
Joel Farabee est le joueur des Flyers qui a inscrit le plus de buts (vingt), le classant à la 40e position au niveau de la ligue. Ce classement est remporté par Auston Matthews des Maple Leafs de Toronto avec quarante et une réalisations. 
Le joueur comptabilisant le plus d'aides chez les Flyers est Jakub Voracek avec trente-quatre, ce qui le classe au 24e rang au niveau de la ligue. le meilleur étant Connor McDavid des Oilers d'Edmonton avec septante et une passes comptabilisées.
Claude Giroux, obtenant un total de quarante-trois points est le joueur des Flyers le mieux placé au classement par point, terminant à la 56e place au niveau de la ligue. Connor McDavid en comptabilise cent-quatre pour remporter ce classement.
Au niveau des défenseurs, Ivan Proporov est le défenseur le plus prolifique de la saison avec un total de vingt-six points, terminant à la 35e place au niveau de la ligue. Tyson Barrie des Oilers d'Edmonton est le défenseur comptabilisant le plus de points avec un total de quarante-huit.
Concernant les Gardien, Brian Elliott accorde huitante-deux buts en mille-six-cent-huit minutes, pour un pourcentage d’arrêt de huitante-huit, neuf et Carter Hart accorde huitante-neuf buts en mille-quatre-cent-cinquante-sept minutes, pour un pourcentage d'arrêt de huitante-sept, sept. Jack Campbell est le gardien ayant accordé le moins de buts (quarante-trois) et Connor Hellebuyck le plus (cent-douze), Hellebuyck est également le gardien disputant le plus de minutes de jeu (deux-mille-six-cent-deux), Alexander Nedeljkovic est le gardien présentant le meilleur taux d’arrêts avec (nonante-trois, deux) et Carter Hart le pire.
À propos des recrues, Wade Allison comptabilise sept points, finissant à la 50e place au niveau de la ligue. Kirill Kaprizov du Wild du Minnesota est la recrue la plus prolifique avec un total de cinquante et un point.
Enfin, au niveau des pénalités, les Flyers ont totalisé quatre-cent-quarante-sept minutes de pénalité dont quarante-quatre minutes pour Nicolas Aube-Kubel, ils sont la seizième équipe la plus pénalisée de la saison. Le joueur le plus pénalisé de la ligue est Tom Wilson des Capitals de Washington avec nonante-six minutes et l'équipe la plus pénalisée est le Lightning de Tampa Bay.